# Лема Рімана — Лебега
У математиці лема Рімана — Лебеґа, названа на честь Бернхарда Рімана та Анрі Лебега, стверджує, що перетворення Фур'є або перетворення Лапласа {\displaystyle L^{1}}-функції занулюється в нескінченності. Має важливе значення в гармонічному та асимптотичному аналізах.

## Твердження
Якщо {\displaystyle f} {\displaystyle L^{1}}-інтегровна на {\displaystyle \mathbb {R} ^{d}}, тобто, якщо інтеграл Лебега від {\displaystyle |f|} — скінченний, то перетворення Фур'є функції {\displaystyle f} задовольняє
{\displaystyle {\hat {f}}(z)\equiv \int _{\mathbb {R} ^{d}}f(x)\exp(-iz\cdot x)\,dx\rightarrow 0,|z|\to \infty .}

### Доведення
Спочатку припустимо, що {\displaystyle f(x)=\chi _{(a,b)}(x)}, функція індикатор відкритого інтервалу.
Тоді:
{\displaystyle \int f(x)e^{i\xi x}\,dx=\int _{a}^{b}e^{i\xi x}\,dx={\frac {e^{i\xi b}-e^{i\xi a}}{i\xi }}\rightarrow 0} як {\displaystyle |\xi |\rightarrow \infty }
За адитивністю границь, те саме справедливо для довільної крокової функції. Тобто для будь-якої функції {\displaystyle f}, заданої як:
{\displaystyle f=\sum _{i=1}^{N}c_{i}\chi _{(a_{i},b_{i})},~~c_{i}\in \mathbb {R} ,~~a_{i}\leq b_{i}\in \mathbb {R} }
Маємо:
{\displaystyle \lim _{|\xi |\rightarrow \infty }\int f(x)e^{i\xi x}\,dx=0}
Нарешті, нехай {\displaystyle f\in L^{1}} довільна.
Зафіксуємо {\displaystyle \varepsilon \in \mathbb {R} >0}.
Оскільки крокові функції щільні в {\displaystyle L^{1}}, існує покрокова функція {\displaystyle g} такий, що:
{\displaystyle \int \left\vert f(x)-g(x)\right\vert \,dx<\varepsilon }
За нашим попереднім аргументом та означенням границі складеної функції існує {\displaystyle N\in \mathbb {N} } такі, що для всіх {\displaystyle |\xi |>N}:
{\displaystyle \left\vert \int g(x)e^{i\xi x}\,dx\right\vert <\varepsilon }
За адитивністю інтегралів:
{\displaystyle \int f(x)e^{i\xi x}\,dx=\int (f(x)-g(x))e^{i\xi x}\,dx+\int g(x)e^{i\xi x}\,dx}
Використовуючи нерівність трикутника для комплексних чисел, нерівність трикутника для інтегралів, мультиплікативність абсолютного значення та формулу Ейлера:
{\displaystyle \left\vert \int f(x)e^{i\xi x}\,dx\right\vert \leq \int \left\vert f(x)-g(x)\right\vert \,dx+\left\vert \int g(x)e^{i\xi x}\,dx\right\vert }
Для усіх {\displaystyle |\xi |>N}, використовуючи попередні висновки права частина попередньої нерівності обмежена {\displaystyle 2\varepsilon }. Оскільки {\displaystyle \varepsilon } було довільним, маємо:
{\displaystyle \lim _{|\xi |\rightarrow \infty }\int f(x)e^{i\xi x}\,dx=0}
для усіх {\displaystyle f\in L^{1}}.

## Інші версії
Лема Рімана — Лебеґа має справедлива в багатьох інших ситуаціях.
- Якщо {\displaystyle fL^{1}}-інтегровна і визначена на {\displaystyle (0,\infty )}, то лема Рімана-Лебеґа також застосовна до перетворення Лапласа функції{\displaystyle f}. Тобто,

{\displaystyle \int _{0}^{\infty }f(t)e^{-tz}\,dt\to 0}
при {\displaystyle |z|\to \infty } у півплощині {\displaystyle Re(z)\geq 0}.
- Лема справедлива і для рядів Фур'є: якщо {\displaystyle f} є інтегровною функцією на інтервалі, то коефіцієнти Фур'є функції {\displaystyle f} прямують до 0 при {\displaystyle n\to \pm \infty },

{\displaystyle {\hat {f}}_{n}\ \to \ 0.}
Випливає якщо довизначити ƒ нулем поза інтервалом визначення, а відтак застосувати версію леми до всього дійсного відрізка.
- Подібне твердження є тривіальним для L2 функцій. Щоб побачити це, зверніть увагу, що перетворення Фур'є переводить {\displaystyle L^{2}} в {\displaystyle L^{2}}, а для таких функцій існують {\displaystyle l^{2}} розклад в ряд Фур'є.

- Однак лема не виконується для довільних розподілів. Наприклад, розподіл дельта-функції Дірака формально має скінченний інтеграл на дійсній прямій, але його перетворення Фур'є є константою (точне значення залежить від форми використовуваного перетворення) і не прямує до нуля в нескінченності.

## Застосування
Лема Рімана — Лебеґа може бути використана для доведення справедливості асимптотичних наближень для інтегралів. Строге доведення методу найшвидшого спуску та методу нерухомої фази, серед інших, базуються на лемі Рімана-Лебеґа.

## Доведення
Зупинимося на одновимірному випадку, доведення для вищих порядків подібне. Нехай {\displaystyle f} визначена на компактній множині гладка функція. Тоді інтегруючи частинами маємо
{\displaystyle \left|\int f(x)e^{-izx}\,dx\right|=\left|\int {\frac {1}{iz}}f'(x)e^{-izx}\,dx\right|\leq {\frac {1}{|z|}}\int |f'(x)|\,dx\rightarrow 0,z\rightarrow \pm \infty .}
Якщо {\displaystyle f} довільна інтегровна функція, її можна наблизити за нормою {\displaystyle L^{1}} визначеною на компакті гладкою функцією {\displaystyle g}. Виберемо g так, щоб || ƒ − g || L 1 < ε. Тоді
{\displaystyle \limsup _{z\rightarrow \pm \infty }|{\hat {f}}(z)|\leq \limsup _{z\to \pm \infty }\left|\int (f(x)-g(x))e^{-ixz}\,dx\right|+\limsup _{z\rightarrow \pm \infty }\left|\int g(x)e^{-ixz}\,dx\right|\leq \varepsilon +0=\varepsilon ,}
а оскільки {\displaystyle \varepsilon >0} — довільне, то отримуємо твердження теореми.